# 카탈루냐 축구 국가대표팀
카탈루냐 축구 국가대표팀(카탈루냐어: Selecció de futbol de Catalunya)은 스페인의 카탈루냐 지방을 대표하는 축구 대표팀이다. 카탈루냐 축구 연맹이 FIFA와 UEFA에 소속되어 있지 않기 때문에, FIFA 월드컵이나 UEFA 유럽 축구 선수권 대회를 비롯한 국제 대회에 참가할 수 없다. 과거 아스투리아스 공주컵 대회에서 4번의 우승컵을 들어올렸고 준우승도 2번 차지했으며 2013년 UEFA 리전스컵에서도 준우승의 성과를 거두었다.

## 선수단

### 유명 선수

#### GK
- 빅토르 발데스
- 키코 카시야

#### DF
- 카를레스 푸욜
- 호안 카프데빌라
- 제라르드 피케
- 조르디 알바
- 엑토르 베예린
- 마르크 바르트라
- 마르틴 몬토야
- 라울 로드리게스 비달

#### MF
- 차비
- 에르난데스
- 세르히오 부스케츠
- 세스크 파브레가스
- 세르지 로베르토
- 주안 베르두
- 이삭 쿠엔카

#### FW
- 보얀 크르키치
- 알바로 바스케스
- 크리스티안 테요
- 세르히오 가르시아
- 페란 코로미나스
- 제라르드 데울로페우
- 요한 크라위프

## 역대 감독
| 감독            | 임기        |
| --------------- | ----------- |
| 요한 크라위프   | 2009 ~ 2013 |
| 제라르드 로페스 | 2013 ~ 2016 |
| 제라르드 로페스 | 2018 ~      |

## 같이 보기
- 스페인 축구 국가대표팀
- 바스크 축구 국가대표팀